# Pablo Neruda
Pablo Neruda, egentligen Ricardo Eliécer Neftalí Reyes Basoalto, född 12 juli 1904 i Parral i regionen Maule, död 23 september 1973 i Santiago, var en chilensk poet, författare, diplomat och politiker.
Med verk översatta till otaliga språk anses Pablo Neruda vara en av de största och mest inflytelserika poeterna under hela 1900-talet. Neruda har använt en mängd olika stilar alltifrån erotiska kärleksdikter, som hans samling "Veinte poemas de amor y una canción desesperada", till surrealistiska dikter, historiska och öppet politiska manifest.
År 1971 erhöll Neruda Nobelpriset i litteratur, något som var kontroversiellt på grund av hans politiska aktivitet. Den colombianske romanförfattaren Gabriel García Márquez kallade honom en gång för "den störste av 1900-talets poeter på alla språk".
Neruda innehade många diplomatiska poster och var även senator för Chiles kommunistiska parti. När den konservative presidenten Gabriel González Videla förbjöd kommunismen i Chile, utfärdades en arresteringsorder för Neruda. Vännerna gömde honom i månader i en källare i den chilenska hamnstaden Valparaiso. Neruda gick i exil genom att fly till Argentina genom ett bergspass.
När militärkuppen ägde rum var Neruda inlagd på sjukhus för behandling mot cancer. Han dog av hjärtsvikt tolv dagar senare. Från att ha varit en levande legend, blev Neruda efter sin död en symbol i hela världen.
Namnet Pablo Neruda tog han efter poeterna Pablo de Rokha och Jan Neruda.

## Biografi

### Uppväxt

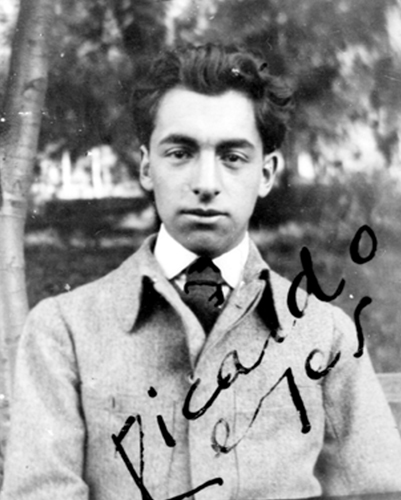
Foto av en ung Pablo Neruda, signerat med födelsenamnet Ricardo Reyes

Pablo Neruda föddes den 12 juli 1904 i staden Parral, cirka 400 km söder om Santiago i regionen Region del Maule. Hans far var järnvägsarbetare och hans mor, som dog två månader efter hans födelse, lärare. Några år senare flyttade han med sin far till staden Temuco, där hans far gifte om sig med Trinindad Candia, en kvinna med vilken han hade fått ett barn nio år tidigare, en pojke vid namn Rodolfo. Neruda växte också upp med sin halvsyster Laura, en dotter som fadern fått med ytterligare en annan kvinna.
Neruda var döpt till "Neftali" som var hans mors namn. Hans far var emot hans intresse för skrivande och litteratur, men han fick stöd från andra, bland annat från den framtida nobelpristagaren Gabriela Mistral, som förestod den lokala flickskolan. Hans första publicerade verk var en uppsats som han skrev för den lokala dagstidningen La Mañana, vid tretton års ålder; Entusiasmo y perseverancia ("entusiasm och uthållighet"). 1920, då han 16 år gammal antog pseudonymen Pablo Neruda, var han redan publicist, författare och journalist.

### Tidig karriär
År 1921 flyttade han till Santiago för att studera franska på Universidad de Chile. Hans avsikt var att bli lärare men snart började han ägna sig åt poesi på heltid. Som 19-åring, 1923, publicerade han på egen bekostnad sin första bok, Crepusculario. Året efter gav han ut Veinte poemas de amor y una canción desesperada (20 kärleksdikter och en förtvivlad sång) en samling av kärleksdikter som var kontroversiella för sin erotik, speciellt på grund av författarens låga ålder. Båda blev kritikerrosade och översattes till många språk. Under årtionden kom Veinte poemas att säljas i miljontals exemplar, vilket gjorde det till Nerudas mest kända verk.
Nerudas rykte växte enormt både i Chile och internationellt men han förblev fattig. Driven av desperation tog han år 1927 ordinär tjänst som konsul i Rangoon i koloniala Burma som han aldrig hade hört talas om tidigare. Senare arbetade han i Colombo på (Sri Lanka) och Jakarta och Singapore. På Java träffade han holländskan María Antonieta Haagenar Vogelzang, som blev hans första hustru.
Även som diplomat läste Neruda stora mängder poesi och experimenterade med olika poetiska former. Han skrev de två första volymerna av Residencia en la tierra, ("Vistelse på Jorden" översatt av Artur Lundkvist 1976) som omfattade många senare kända surrealistiska dikter.

### Spanska inbördeskriget
Efter att ha återvänt till Chile fick Neruda posten som diplomat i Buenos Aires och sedan i Barcelona i Spanien. Han ersatte senare Gabriela Mistral som konsul i Madrid, där han hamnade i centrum för en livlig litterär krets med författare som Rafael Alberti, Federico Garcia Lorca och peruanska poeten César Vallejo. Hans enda dotter, Malva Marina Trinidad, föddes i Madrid 1934; hon föddes med hydrocefalus och dog ung. Under denna period inledde Neruda ett förhållande med argentinskan Delia del Carril, som var 20 år äldre och som skulle bli hans andra hustru. Han skilde sig från Haagenar Vogelzanz 1936 och hon flyttade tillbaka till Nederländerna med dottern Malva Marina (avliden 1943). Efter att han lämnat sin fru inledde Neruda ett förhållande med del Carril i Frankrike.
När Spanien drabbades av inbördeskrig, blev Neruda intensivt politiskt engagerad för första gången. Hans erfarenheter av det spanska inbördeskriget och dess efterdyningar flyttade hans fokus från det privata mot det kollektiva, från privat fokuserat arbete i riktning mot kollektiv skyldighet och bättre sammanhållning. Neruda blev en brinnande kommunist, och förblev så under resten av sitt liv. Hans litterära vänners radikala vänsterengagemang, liksom del Carril, var bidragande faktorer, men den viktigaste orsaken var avrättningen av García Lorca av styrkor lojala till Francisco Franco. Med sina tal och skrifter stödde Neruda den republikanska sidan och publicerade en samling av poesi kallad España en el Corazón ("Spanien i mitt hjärta").
Efter valet av Pedro Aguirre Cerda, som Neruda stödde, till Chiles president 1938 utsågs Neruda till särskild rådgivare för den spanska emigrationen i Paris. Där fick Neruda ansvaret för vad han kallade "det vackraste uppdraget jag någonsin har genomfört": 2000 spanska flyktingar skeppades till Chile i en gammal båt vid namn Winnipeg.

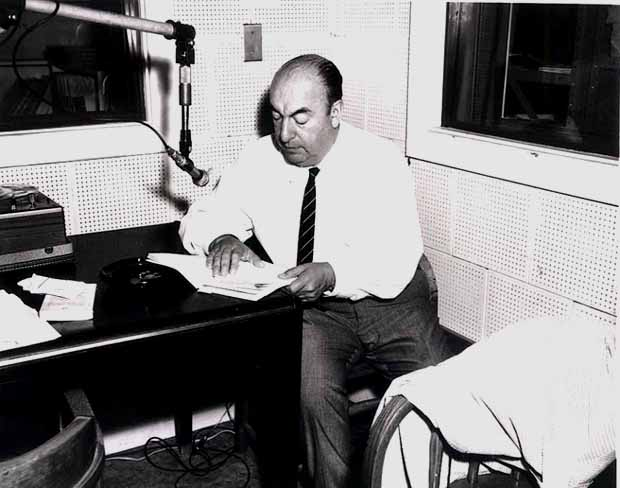
Neruda läser in sin poesi för USA:s kongressbibliotek 1966

Nerudas nästa diplomatiska tjänst var som generalkonsul i Mexico City åren 1940–1943. I Mexiko gifte han sig med del Carril, och där nåddes han även av beskedet att hans dotter hade dött vid åtta års ålder i de nazi-ockuperade Nederländerna. Han lärde också känna den stalinistiske lönnmördaren Vittorio Vidali. Medan Neruda var konsul i Mexico City, hjälpte han målaren och sovjetagenten David Alfaro Siqueiros att få fristad i Chile, sedan denne arresterats för mordförsök på Leo Trotskij 1940.

### Senator och exil
1943 återvände Neruda till Chile. År 1945 valdes han till det chilenska kommunistpartiets senator för regionerna Antofagasta och Tarapacá i norra Chile. Strax därefter blev han medlem i partiet.
På grund av sin kritik mot president Gabriel González Videlas behandling av strejkande gruvarbetare tvingades Neruda 1947 att gå under jorden. Kommunistpartiet, som varit presidentens allierade före valet, förbjöds 1948 och Neruda gick i exil. Via Argentina tog han sig till Europa och reste sedan runt till olika länder innan han kunde återvända hem 1952. Under den här tiden publicerade han Canto General, ett storslaget verk om den Latinamerikanska kontinenten och dess historia, som ofta anses vara Nerudas främsta. Han inledde också en affär med Matilde Urrutia, som han gifte sig med 1955 och därefter kom att leva med fram till sin död.

### Återkomst till Chile och nobelpris

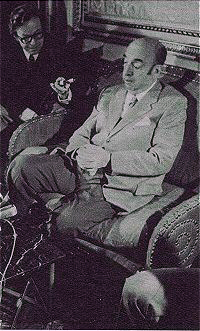
Pablo Neruda 1971

Efter återkomsten till Chile ägnade han sig främst åt sitt författarskap. Han hade nu fått sitt internationella genombrott och hans dikter översattes till en mängd olika språk. År 1969 nominerades han till kommunistpartiets presidentkandidat men han valde att istället ge sitt stöd åt Salvador Allende. Allende vann valet och utsåg Neruda till ambassadör i Paris mellan 1970 och 1972.
År 1971 tilldelades Pablo Neruda Nobelpriset i litteratur med motiveringen "för en poesi, som med verkan av en naturkraft levandegör en världsdels öden och drömmar". Valet var inte helt okontroversiellt för kommitténs medlemmar med tanke på hans politiska engagemang och hans tidigare stöd till Stalin. Hans översättare Artur Lundkvist gjorde dock sitt bästa för att övertyga dem. Redan 1963 hade Pablo Neruda varit nominerad till nobelpriset, men i ett utlåtande ansåg Anders Österling att hans politiska åskådning inte var förenlig med nobelprisets syfte. Efter hemkomsten bjöd Salvador Allende in Pablo Neruda till fotbollsarenan Estadio Nacional där han läste inför 70 000 åhörare.

### Bortgång

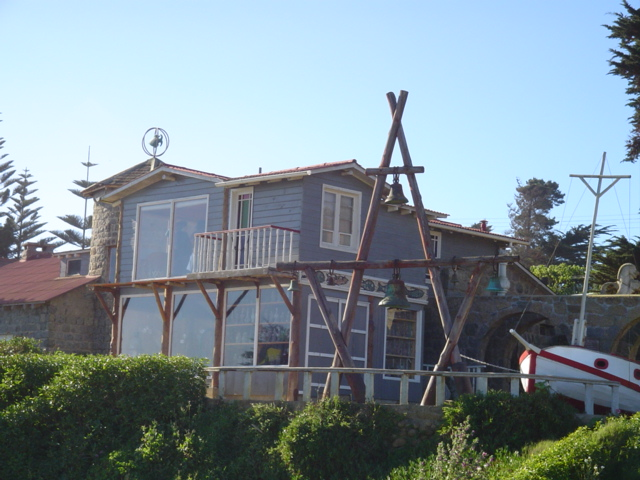
Pablo Nerudas hem i Isla Negra

Den officiella versionen var länge att Pablo Neruda dog av prostatacancer 1973, tolv dagar efter att general Augusto Pinochet störtat Salvador Allendes regering genom en blodig militärkupp där Allende begick självmord. Många har tvivlat på att Neruda dog en naturlig död och därför startade i juni 2011 en mordutredning för att utreda oklarheterna. Utredningen bekräftade att dödsorsaken var förgiftning. 
Nerudas hus i Santiago och Valparaiso tömdes och vandaliserades och alla hans böcker brändes. Hans begravning, som var bevakad av beväpnade soldater, kom att bli till en stor manifestation mot Pinochetregimen. Det var den första manifestationen mot Pinochets diktatur som utfördes helt öppet. Han begravdes ursprungligen på Cementerio General i Santiago men hans kvarlevor flyttades senare och han ligger nu begravd tillsammans med sin fru Matilde Urrutia vid sitt hus Isla Negra, i enlighet med hans egen vilja.
Pablo Neruda ägde tre hus i Santiago (La Chascona), Valparaiso (La Sebastiana) och Isla Negra (Casa de Isla Negra). Samtliga tre är numera museum som administreras av Fundación Neruda.

## Poesi
| Ur Me gustas cuando callas (1924) | Svensk översättning av Peter Landelius |
| --------------------------------- | -------------------------------------- |
| Me gustas cuando callas           | Jag tycker om dig när du tiger         |
| porque estás como ausente,        | ty då är du som frånvarande,           |
| y me oyes desde lejos,            | och du hör mig på avstånd,             |
| y mi voz no te toca.              | och min röst når dig inte.             |

## Kuriosa

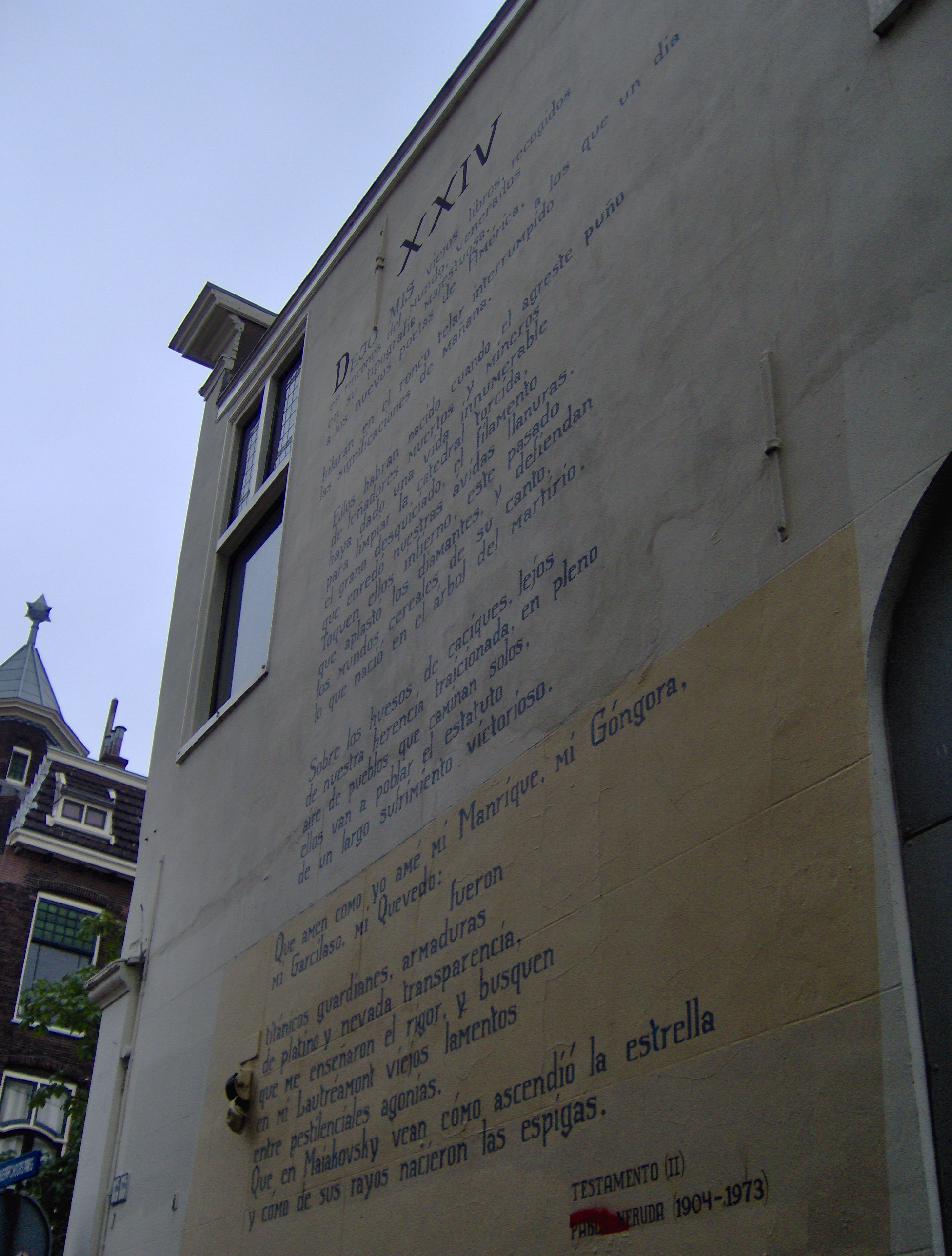
Pablo Nerudas XXIV, Testamento (II) som väggdikt på Breestraat 99 i den holländska staden Leiden.

- En staty av Pablo Neruda finns vid Organization of American States-byggnaden i Washington D.C.
- Neruda skrev alltid med grön färg eftersom det var hoppets färg (Color Esperanza).
- Låten La Vie Boheme från musikalen Rent innehåller en referens till Pablo Neruda.
- Den italienska filmen Il postino - postiljonen handlar om Pablo Nerudas fiktiva vänskap med en brevbärare. Neruda spelas i filmen av Philippe Noiret.
- Pablo Neruda, under namnet "Poeten", nämns vid ett flertal tillfällen i Isabel Allendes roman Andarnas hus
- Nerudas diktsamling Havsbävning (Maremoto), skriven 1969, är inspirerad av träsnitt gjorda av den svenska konstnären Karin Oldfelt Hjertonsson.
- Efter Nerudas död skrev Artur Lundkvist den långa dikten Elegi för Pablo Neruda som ingår i hans bok Världens härlighet (1975).
- Staty av Neruda finns utanför Västertorps sim- och idrottshall vid Hägersten.